# IV Juegos Centroamericanos y del Caribe
Los IV Juegos Centroamericanos y del Caribe tuvieron sede en Ciudad de Panamá, se desarrollaron del 5 al 24 de febrero de 1938.

## Historia
La IV edición de estos Juegos se llamó por primera vez Los Juegos Centroamericanos y del Caribe. Su sede fue la Ciudad de Panamá y por primera vez participaron Colombia y Venezuela.
Polo acuático, levantamiento de pesas, frontenis y ciclismo aparecieron como nuevos deportes. 
Se contó con la participación de 1,151 atletas y diez países.

## Medallero
La tabla se encuentra ordenada por la cantidad de medallas de oro, plata y bronce.
Si dos o más países igualan en medallas, aparecen en orden alfabético.
| Núm. | País          | Oro | Plata | Bronce | Total |
| ---- | ------------- | --- | ----- | ------ | ----- |
| 1    | México        | 24  | 32    | 16     | 72    |
| 2    | Panamá        | 24  | 22    | 20     | 66    |
| 3    | Cuba          | 24  | 17    | 19     | 60    |
| 4    | Puerto Rico   | 16  | 11    | 11     | 38    |
| 5    | Jamaica (JAM) | 9   | 5     | 8      | 22    |
| 6    | Venezuela     | 3   | 2     | 6      | 11    |
| 7    | El Salvador   | 0   | 5     | 8      | 13    |
| 8    | Costa Rica    | 0   | 2     | 1      | 3     |
| 9    | Colombia      | 0   | 0     | 2      | 2     |
| 10   | Nicaragua     | 0   | 0     | 1      | 1     |